# Natalja Andriejczenko
Natalja Eduardowna Andriejczenko (ros. Ната́лья Эдуа́рдовна Андре́йченко, ur. 3 maja 1956 w Moskwie) – radziecka i rosyjska aktorka filmowa i teatralna. Zasłużona Artystka RFSRR (1984).

## Wybrana filmografia
- 1983: Romans polowy jako Lubow Antiłowa
- 1986: Piotr Wielki jako Eudoksja Łopuchina